# Кутянка (Кременецький район)
Кутя́нка — село в Україні, у Шумській міській громаді Кременецького району Тернопільської області. Розташоване на річці Кутянка, на півночі району.
До 1950-х років село називалося Ісерна. 
Населення — 159 осіб (2016).

## Населення

### Мова
Розподіл населення за рідною мовою за даними перепису 2001 року:
| Мова       | Кількість | Відсоток |
| ---------- | --------- | -------- |
| українська | 220       | 99.10%   |
| російська  | 1         | 0.45%    |
| румунська  | 1         | 0.45%    |
| Усього     | 222       | 100%     |

## Історія
На 1936 рік село входило до ґміни Шумськ Кременецького повіту.
12 червня 2020 року, відповідно до розпорядження Кабінету Міністрів України № 724-р «Про визначення адміністративних центрів та затвердження територій територіальних громад Тернопільської області» село увійшло до складу Шумської міської громади.
19 липня 2020 року, в результаті адміністративно-територіальної реформи та ліквідації Шумського району, село увійшло до складу Кременецького району.

## Соціальна сфера
Діють школа, бібліотека; табір відпочинку «Дивосвіт», у якому організовано оздоровлення дітей району та області. На даний час цей заклад повністю реконструюється.

## Пам'ятки природи
- Ботанічна пам'ятка природи місцевого значення Модрина європейська (1 дерево).

## Галерея

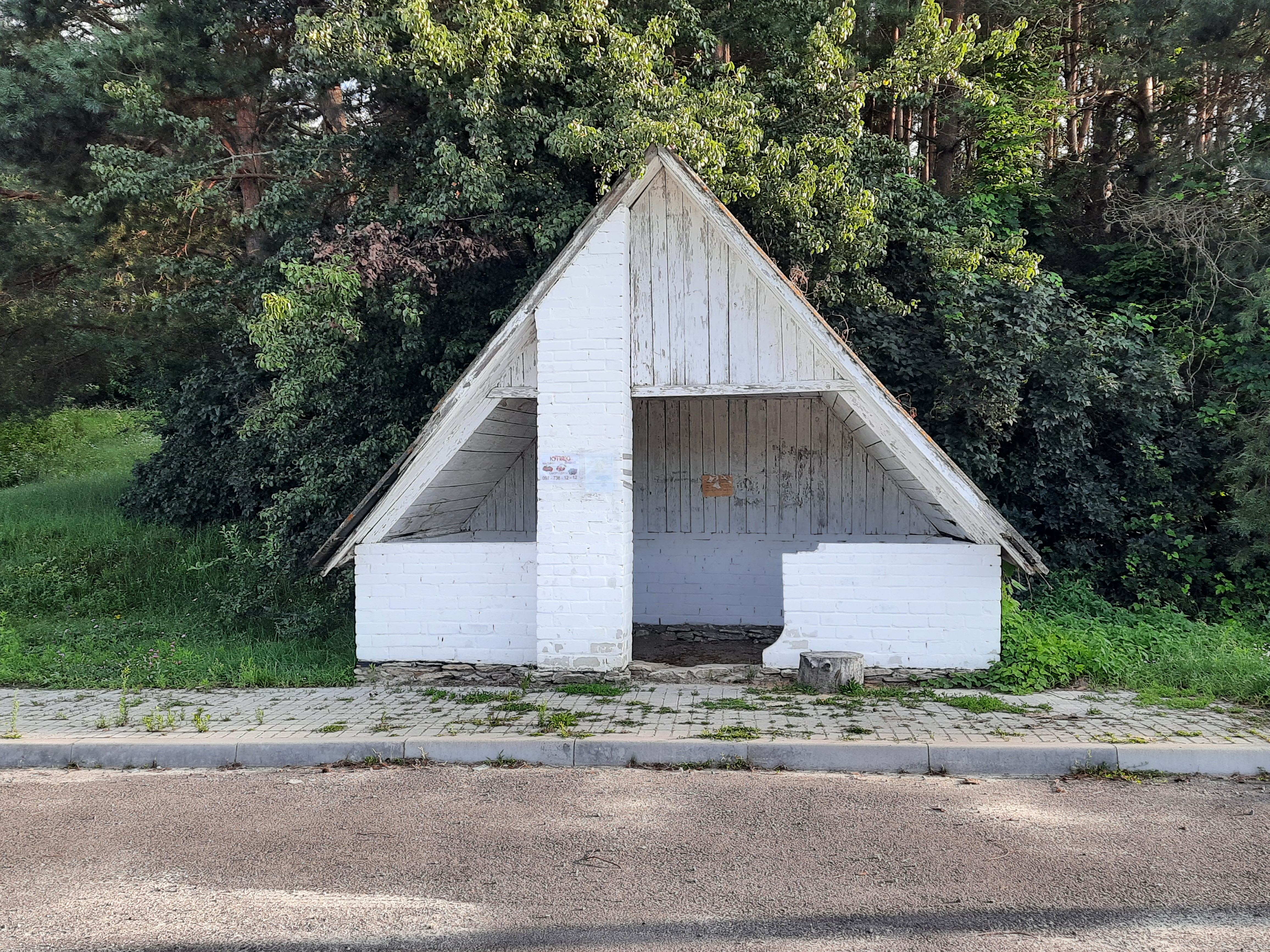
Автобусна зупинка
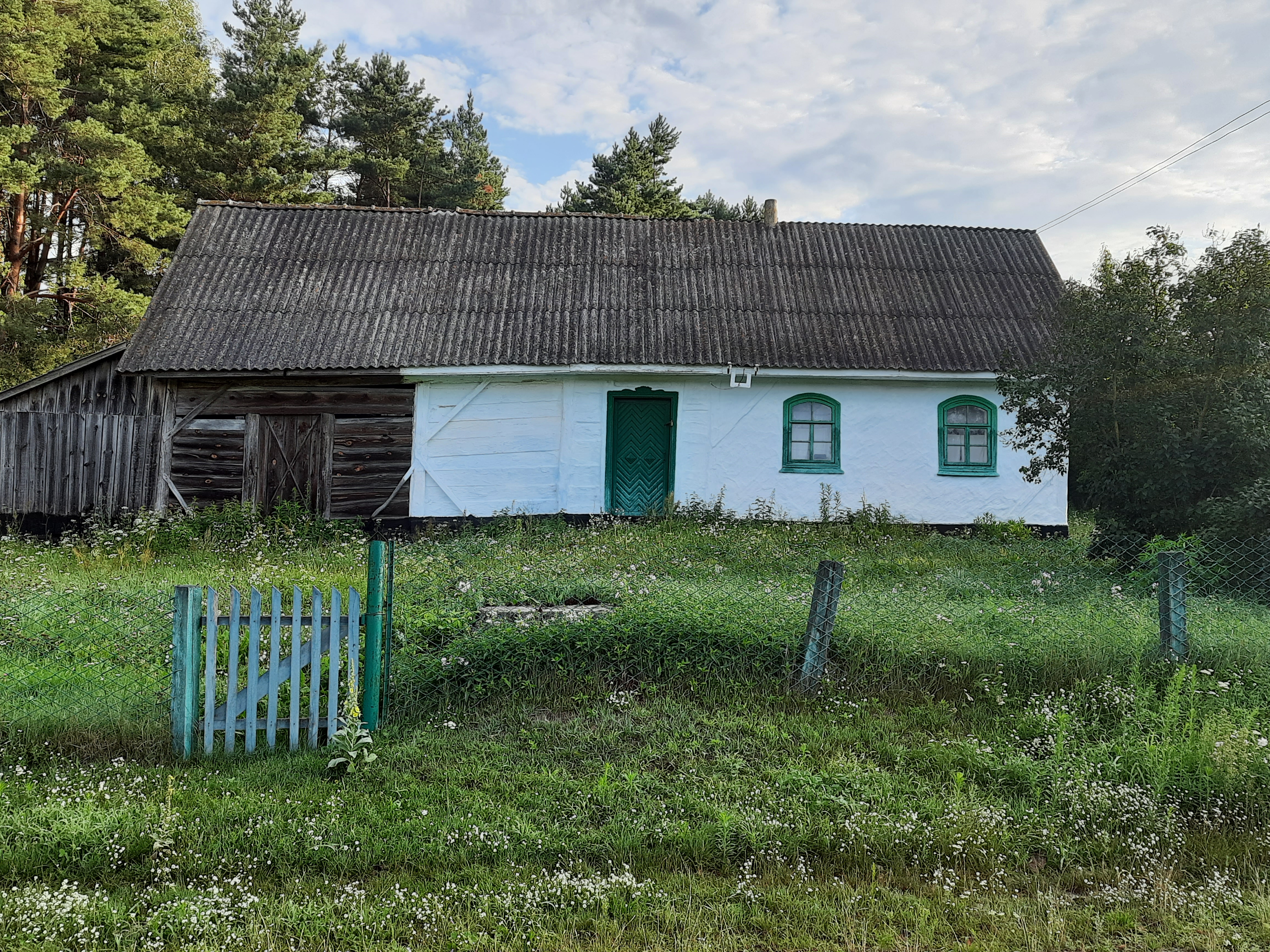
Сільська хата
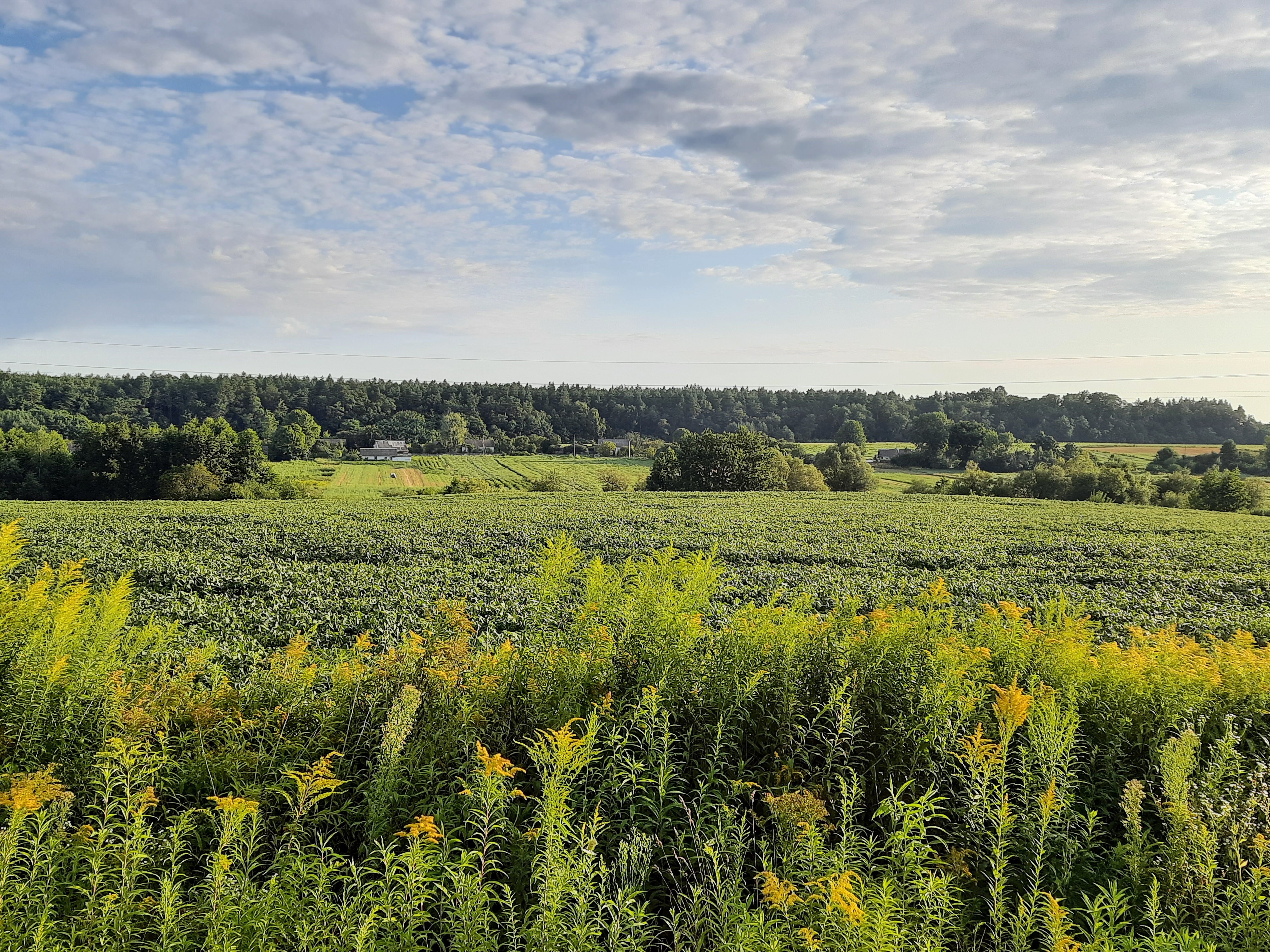
Краєвид біля села
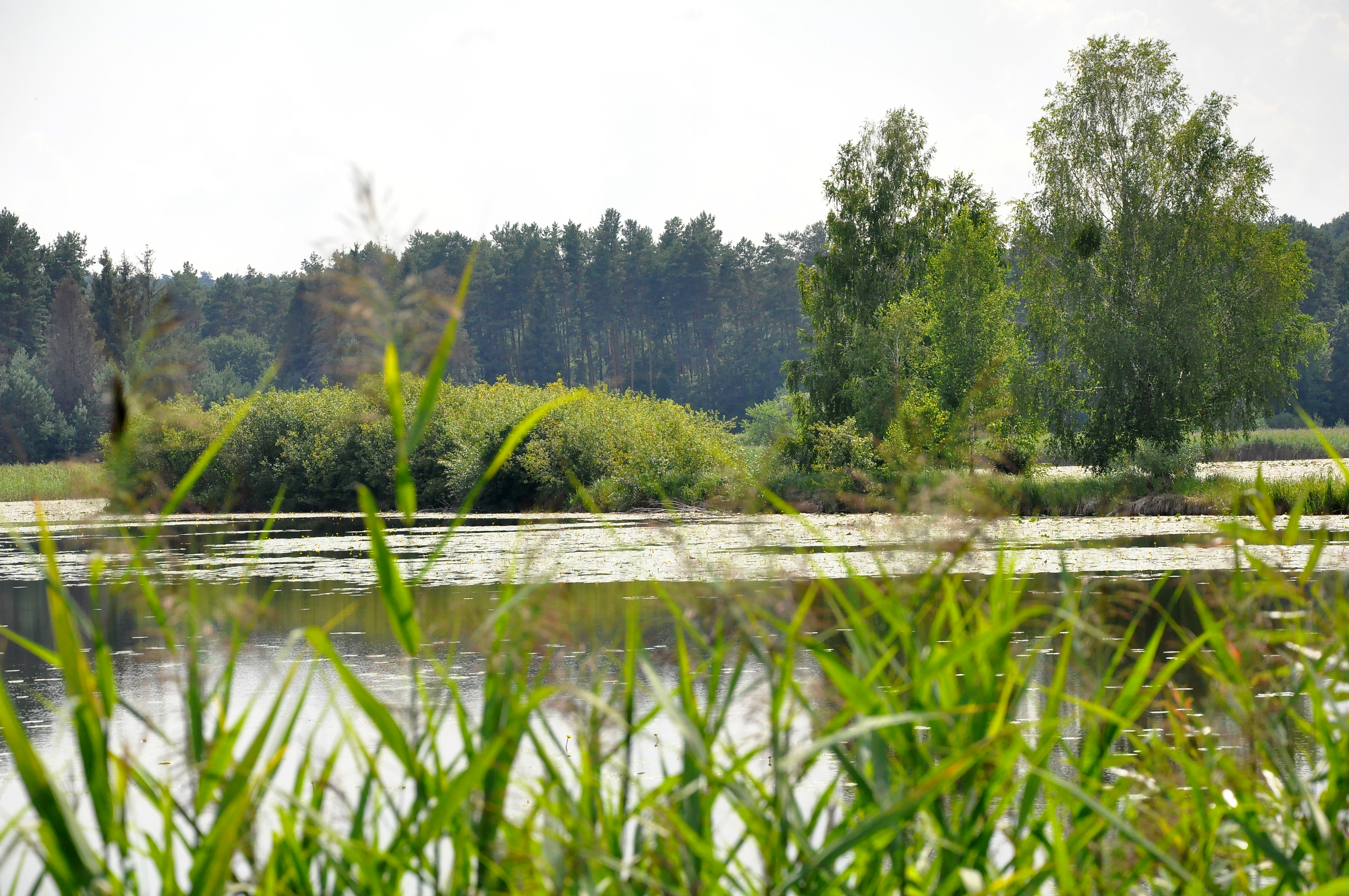
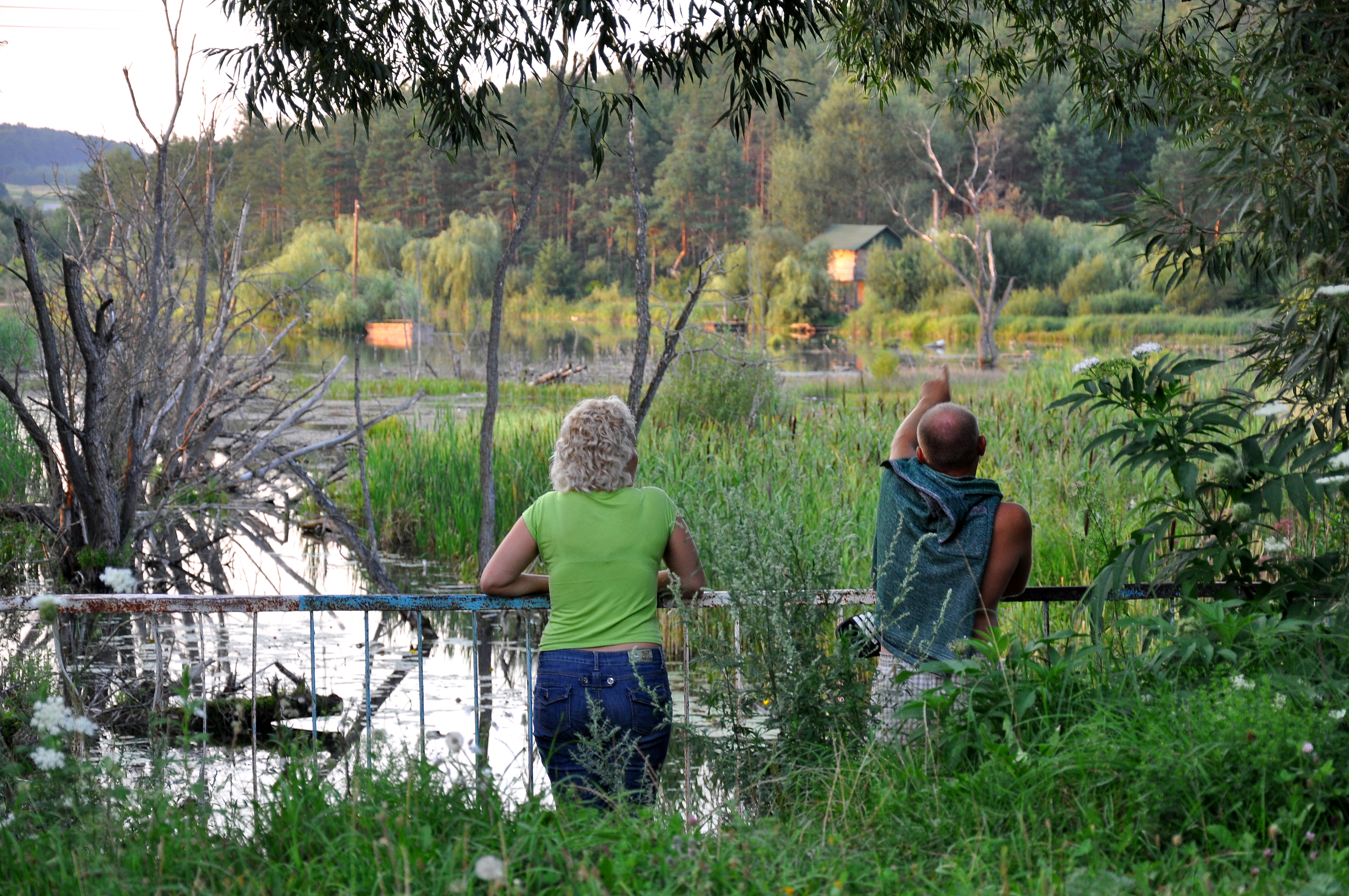
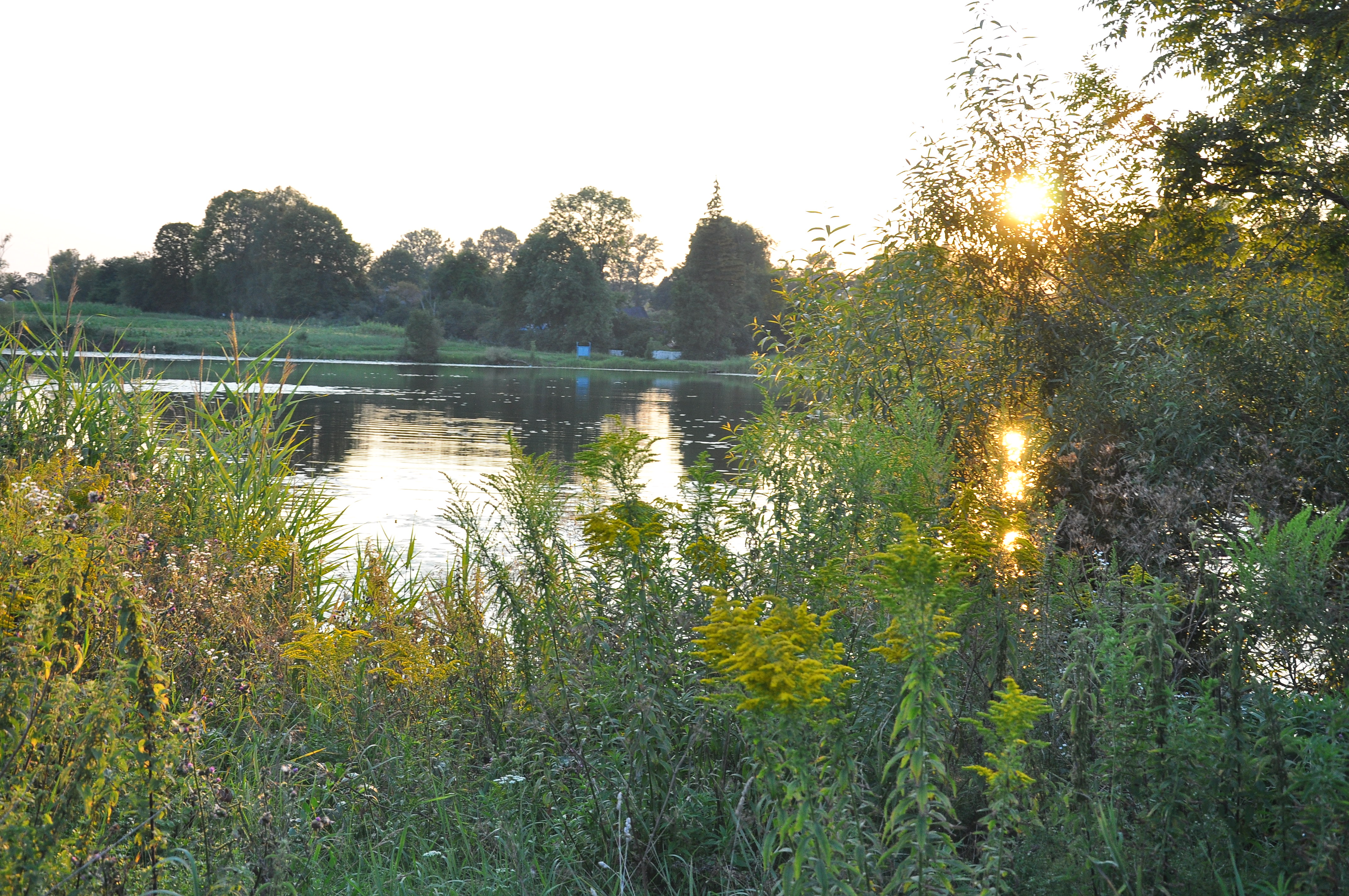
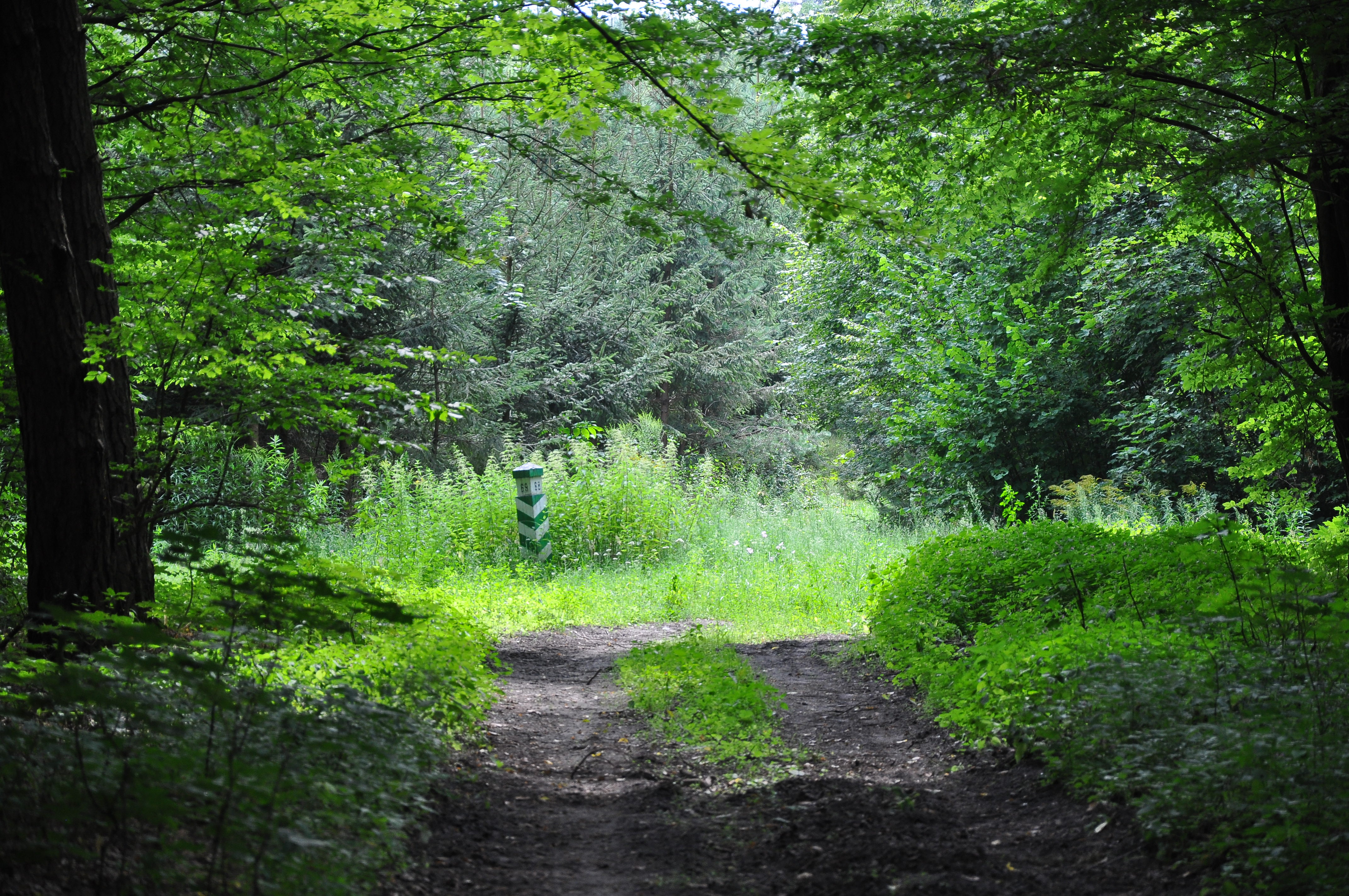
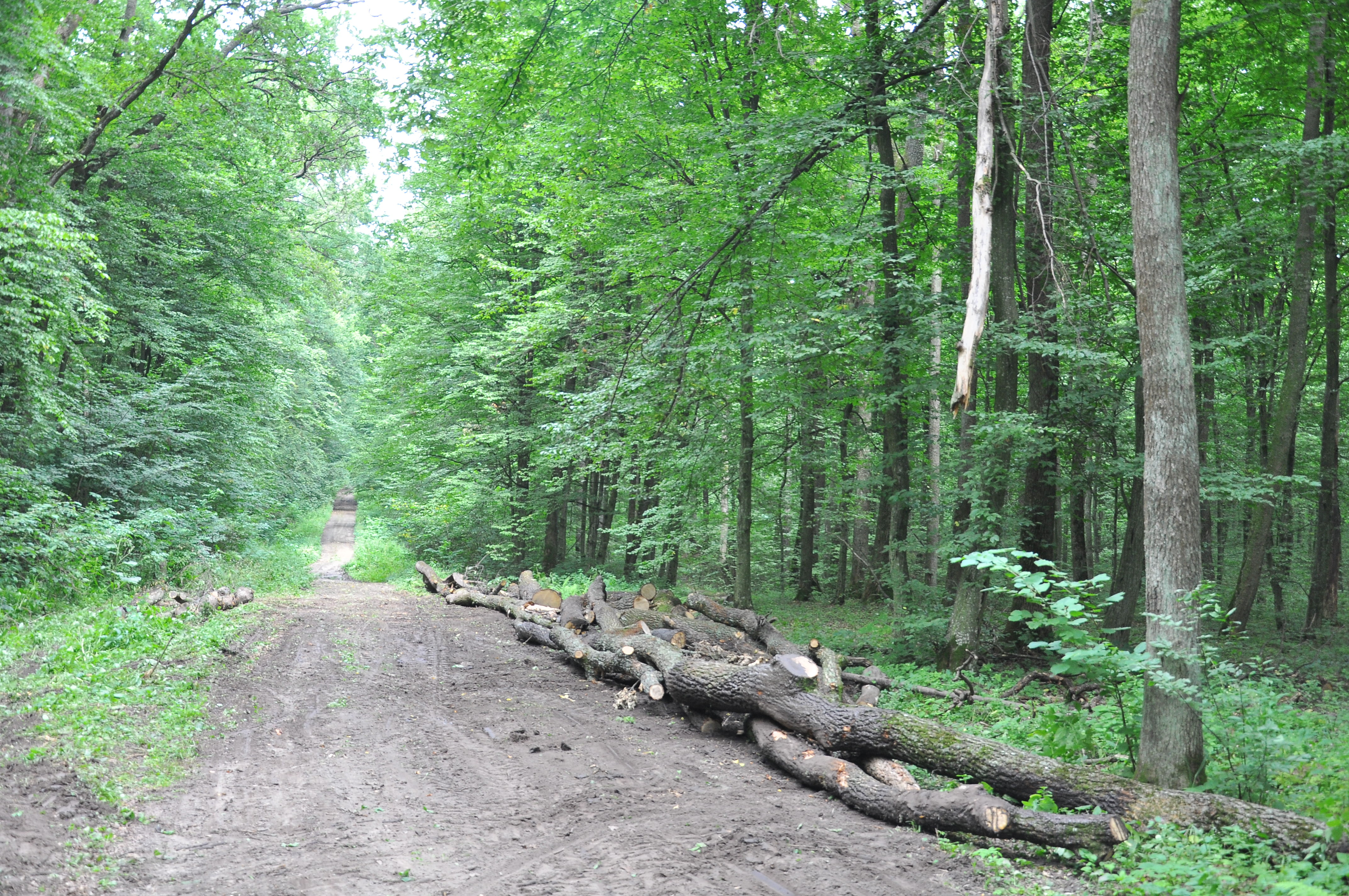
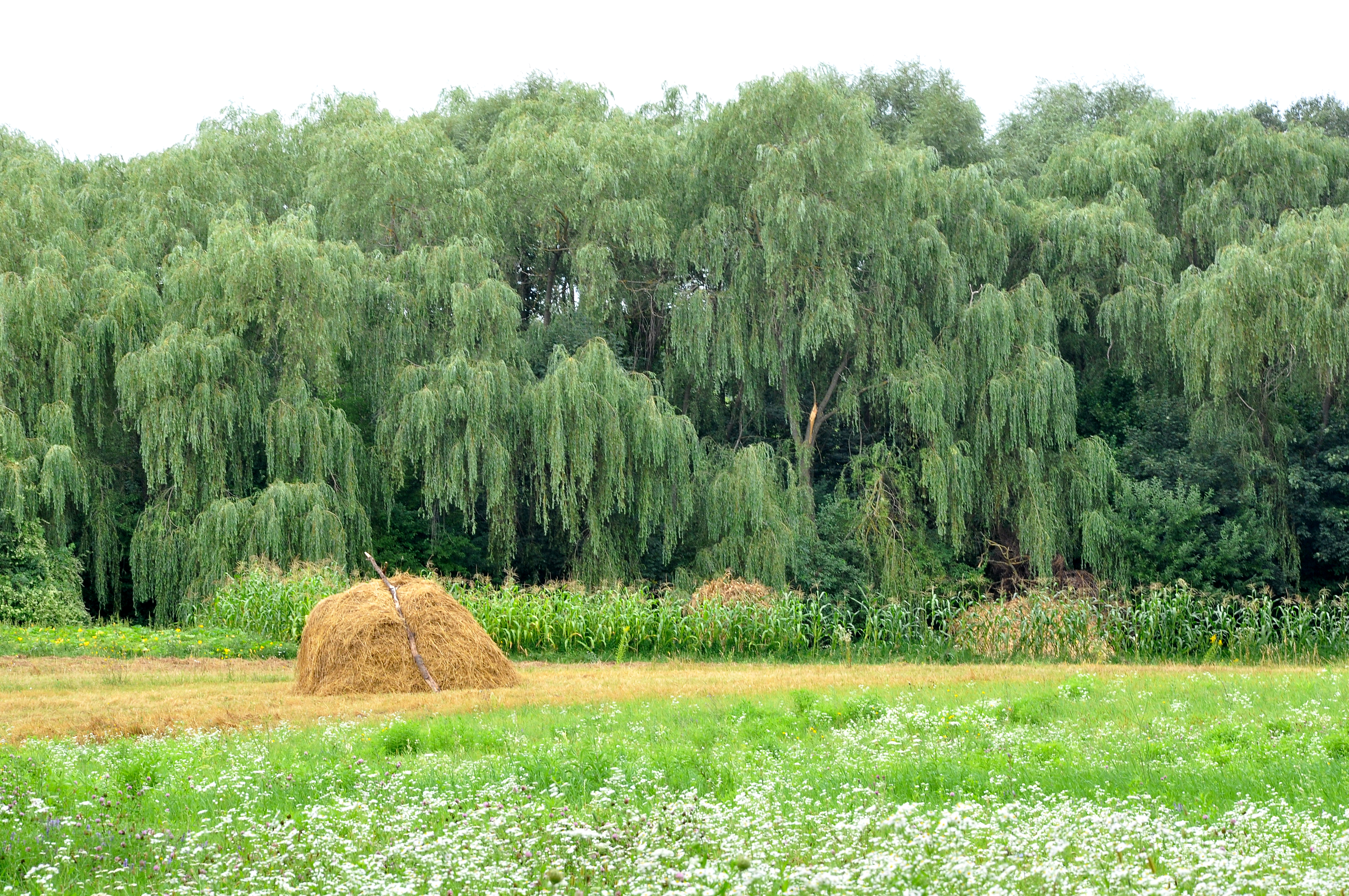
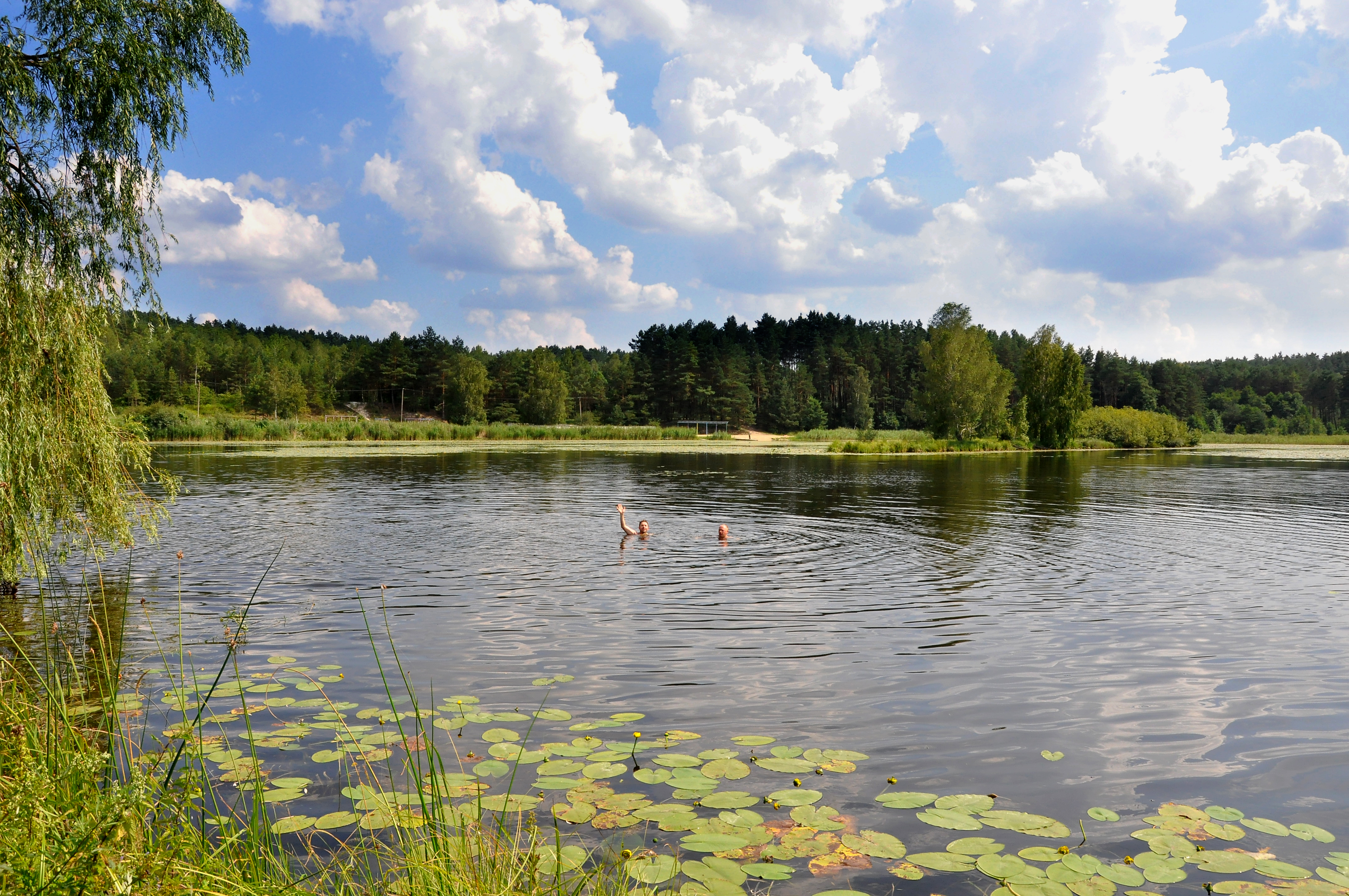